# Wilhelm Heidsiek
Wilhelm Friedrich Heinrich Heidsiek (* 4. Januar 1888 in Preußisch Oldendorf; † 7. November 1944 im KZ Neuengamme) war ein deutscher Widerstandskämpfer gegen den Nationalsozialismus. Der sozialdemokratische Politiker gehörte ab Mai 1933 bis zum Verbot der SPD im Juni 1933 als Vertreter Cuxhavens der Hamburgischen Bürgerschaft an.

## Leben
Heidsiek war das siebte Kind eines Tischlermeisters. Nach dem Besuch der Volksschule in Preußisch Oldendorf und einer Lehre als Schrift- und Maschinensetzer in Bad Essen arbeitete er zunächst in Herford und Essen, wo er sich in Abendkursen an der Fach- und Kunstgewerbeschule weiterbildete. Im Mai 1910 kam er erstmals nach Cuxhaven, das bis zum Groß-Hamburg-Gesetz 1937 zu Hamburg gehörte. Als Schriftsetzer beim Cuxhavener Volksblatt wurde er Gewerkschaftsmitglied und Mitglied der SPD. 1912 zog er nach Hamburg, wo er die dortigen Fortbildungsmöglichkeiten nutzte.
Im Ersten Weltkrieg diente er von 1914 bis 1918 als Soldat und wurde mit dem Eisernen Kreuz II. und I. Klasse ausgezeichnet.
Nach Ende seiner Dienstzeit arbeitete er zunächst als Schriftsetzer beim Hamburger Fremdenblatt. Mit Unterstützung des Hamburger Landesverbandes der SPD kehrte er nach Cuxhaven zurück, um dort eine sozialdemokratische Zeitung ins Leben zu rufen. Im Oktober 1919 wurde er Redakteur und Vorstandsmitglied des geplanten Zeitungsunternehmens, in dem er gleichzeitig als Setzer und Drucker tätig war. Die neue Zeitung, die erstmals am 1. Dezember 1919 erschien, war nach dem Cuxhavener Wahrzeichen Alte Liebe, Untertitel Cuxhavener Volksblatt für das hamburgische Amt Ritzebüttel und Umgegend benannt. Während des Kapp-Putsches und des Generalstreiks im März 1920 war die Alte Liebe die einzige Cuxhavener Zeitung die erschien, wodurch ein größerer Leserkreis erreicht wurde. Nach der Übernahme einer eigenen Druckerei erreichte die Alte Liebe bis zu ihrem Verbot am 15. März 1933 eine Auflage von etwa 3000 Exemplaren bei 22100 Einwohnern.
Verbunden mit seiner Verlegertätigkeit begann Heidsieks Aufstieg innerhalb der Cuxhavener SPD. Er gehörte bald dem Parteivorstand an und war ab 1929 erster Vorsitzender sowie Fraktionsvorsitzender der 13-köpfigen Cuxhavener SPD-Ratsfraktion. Zusätzlich übernahm er den Vorsitz der Ortsgruppe des Reichsbanners Schwarz-Rot-Gold, was verstärkte Anfeindungen und Provokationen der Nationalsozialisten zur Folge hatte.
Als entschiedener Gegner der Nationalsozialisten, die seit dem 30. Januar 1933 die Macht übernommen hatten, schrieb er angesichts der gewaltsamen Ausschreitungen der SA am 20. Februar 1933 in der Alten Liebe:
„Wer einer Weltanschauung von 12 Millionen Deutschen die Ausrottung ankündigt, wer darüber hinaus noch alle Teile des deutschen Volkes verfemt, die heute der ‚nationalen, autoritären‘ Regierung nicht folgen, der verschärft die Gegensätze bis zur Siedehitze. […] Wer den Haß predigt, […] sodaß es nicht mehr politische Gegner, sondern erbitterte Feinde gibt, der darf sich nicht wundern, wenn irgendwo ein Funke genügt, um Explosionen hervorzurufen.“
Nach der Reichstagswahl vom 5. März 1933 verlangten die NS-Machthaber im Zuge der Gleichschaltung eine Neubildung der Hamburgischen Bürgerschaft mit einer Aufteilung gemäß dem Hamburger Reichstagswahlergebnis, unter Ausschluss der bereits verbotenen KPD. Dieser am 5. April 1933 eingesetzten Bürgerschaft gehörte auch Heidsiek als einer der 35 SPD-Abgeordneten an. Demonstrativ blieb er zusammen mit den anderen SPD-Bürgerschaftsabgeordneten der konstituierenden Sitzung am 10. Mai 1933 fern. Nach dem Verbot der SPD am 22. Juni 1933 wurden die SPD-Abgeordneten per Senatsbeschluss aus der Bürgerschaft ausgeschlossen.

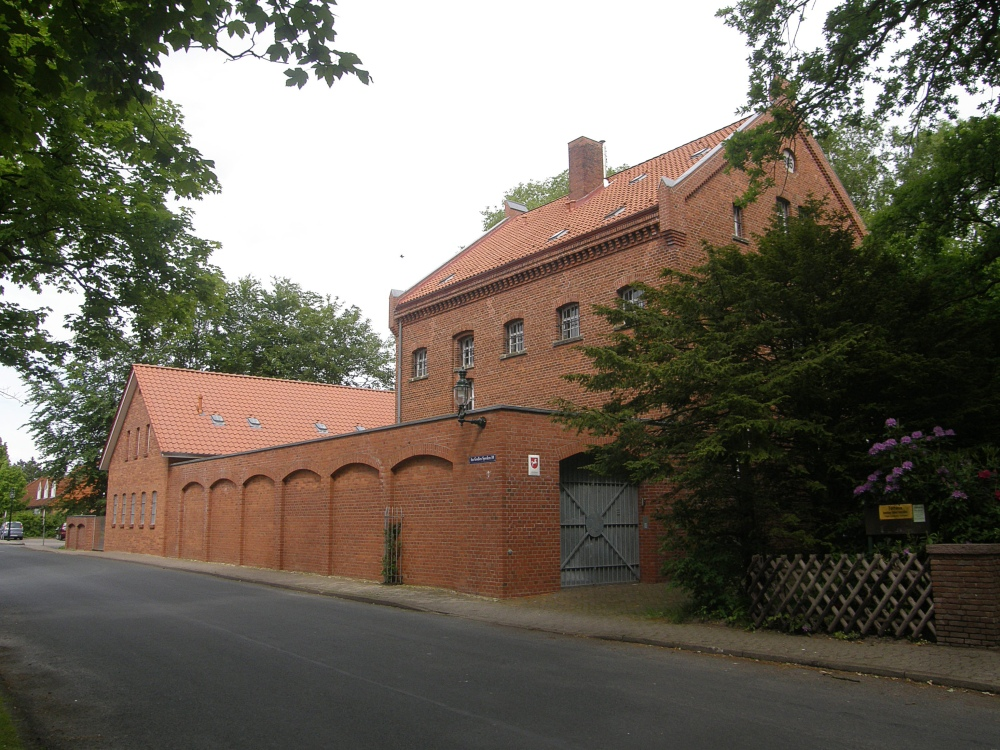
Das ehemalige Gefängnis Otterndorf

Auch in Cuxhaven wurde Heidsiek aus allen Ämtern entfernt. Wegen Beteiligung an einer nicht genehmigten Kundgebung, die vor der Reichstagswahl am 5. März stattgefunden hatte, wurde Heidsiek zu zehn Wochen Haft verurteilt, die er vom 2. Oktober bis 16. Dezember 1933 im Gefängnis Otterndorf verbrachte. Später war er nach mündlicher Aussage sieben Monate im KZ Fuhlsbüttel inhaftiert.
Mit dem Verbot der SPD, der sozialdemokratischen Presse und der Einstellung der Zeitschrift Alte Liebe, die am 15. März 1933 zum letzten Mal erschienen war, hatte Heidsieks Familie ihre Existenzgrundlage verloren. Heidsieks anschließende Reisetätigkeit als Seifen- und Waschmittelhändler sowie als Steuerberater ermöglichte ihm, Kontakte zu in der Illegalität agierenden Parteimitgliedern und Exilanten in Skandinavien zu knüpfen. Ebenso verteilte er Schriften des sozialdemokratischen Widerstands.
Nach dem Attentat vom 20. Juli 1944 wurde Heidsiek im Rahmen der Aktion Gitter verhaftet und war von August bis Oktober im Cuxhavener Gefängnis inhaftiert. Statt einer Freilassung erfolgte seine Einlieferung in das KZ Neuengamme, wo er unter der Nummer 63.597 als „Politischer Häftling“ aufgeführt war. Am 7. November 1944 starb er dort unter ungeklärten Umständen. Im Sterbebuch, das im Krankenrevier des KZs Neuengamme geführt wurde, gab man „Herzschlag“ als angebliche Todesursache an. Eine gleichlautende Meldung ging am 11. November 1944 an die Bremer Gestapo.
Heidsiek hinterließ eine Ehefrau und zwei erwachsene Kinder. Im Dezember 1944 erhielt seine Witwe die Todesnachricht und die Asche von dem Krematorium des KZs Neuengamme.

## Postume Ehrungen

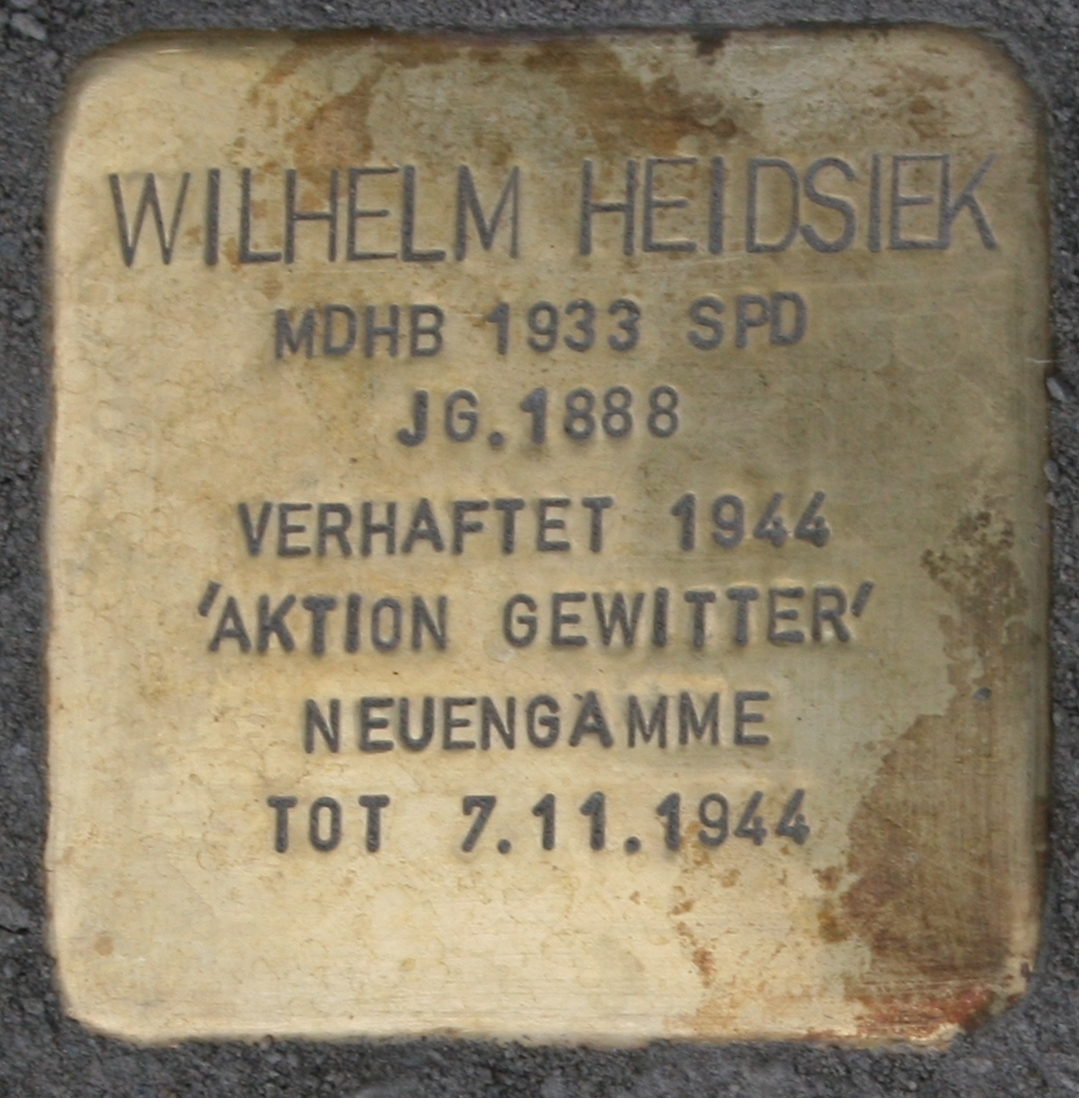
Stolperstein für Wilhelm Heidsiek vor dem Hamburger Rathaus

- 1948 wurde die Cuxhavener Hermannstraße, in der Heidsiek gelebt und gewirkt hatte, in Wilhelm-Heidsiek-Straße umbenannt.[6]
- Der nach dem Widerstandskämpfer benannte Cuxhavener Wilhelm-Heidsiek-Verlag publiziert u. a. Schriften des Fördervereins zur Geschichte der Arbeiterbewegung in Stadt und Landkreis Cuxhaven.
- Zum Gedenken an die ermordeten Mitglieder der Hamburgischen Bürgerschaft verlegte Gunter Demnig am 10. Juni 2012 einen Stolperstein für Wilhelm Heidsiek links neben dem Haupteingang des Hamburger Rathauses.